# Тронцано Верчелезе
Тронцано Верчелезе (итал. Tronzano Vercellese) је насеље у Италији у округу Верчели, региону Пијемонт.
Према процени из 2011. у насељу је живело 2997 становника. Насеље се налази на надморској висини од 181 м.

## Становништво
Према резултатима пописа становништва 2011. у општини је живело 3.558 становника.
| 1931. | 1936. | 1951. | 1961. | 1971. | 1981. | 1991. | 2001. | 2011. |
| ----- | ----- | ----- | ----- | ----- | ----- | ----- | ----- | ----- |
| 4.110 | 4.220 | 4.287 | 4.378 | 4.031 | 3.732 | 3.524 | 3.519 | 3.558 |

## Партнерски градови
- Егијер